# Gilbert Laws
Gilbert Umfreville Laws  (Tynemouth, 7 januari 1870 – Newchurch, 3 december 1918) was een Brits zeiler.
Laws won de gouden medaille in de 6 meter klasse tijdens de Olympische Spelen 1908 in eigen land.

## Olympische Zomerspelen
| Jaar | Plaats | Resultaten     |
| ---- | ------ | -------------- |
| 1908 | Londen | 6 meter klasse |

1908: Charles Crichton / Gilbert Laws / Thomas McMeekin ·
1912: Amédée Thubé / Gaston Thubé / Jacques Thubé
1920 (model 1907): Frédéric Bruynseels / Émile Cornellie / Florimond Cornellie ·
1920 (model 1919): Andreas Brecke / Paal Kaasen / Ingolf Rød ·
1924: Christopher Dahl / Eugen Lunde / Anders Lundgren ·
1928: Erik Anker / Johan Anker / Håkon Bryhn / Olaf van Noorwegen ·
1932: Olle Åkerlund / Åke Bergqvist / Martin Hindorff / Tore Holm ·
1936: Miles Bellville / Christopher Boardman / Russell Harmer / Charles Leaf / Leonard Martin ·
1948: Alfred Loomis / Michael Mooney / James Smith / James Weekes / Herman Whiton ·
1952: Everard Endt / John Morgan / Eric Ridder / Julian Roosevelt / Emelyn Whiton / Herman Whiton